# Variimorda flavimana
Variimorda flavimana es una especie de coleóptero de la familia Mordellidae.

## Distribución geográfica
Habita en Japón.